# Lliga alemanya de futbol 2013-14
La Fußball-Bundesliga 2013-14 va ser la 51a edició de la Lliga alemanya de futbol, la competició futbolística més important del país.

## Classificació
- Font: www.resultados-futbol.com/bundesliga2014'

## Play-off de descens
| Equip de la 1. Bundesliga | Resultat global | Equip de la 2. Bundesliga | Resultat anada | Resultat tornada |
| ------------------------- | --------------- | ------------------------- | -------------- | ---------------- |
| Hamburger SV              | 1:1             | SpVgg Greuther Fürth      | 0:0            | 1:1              |